# 奧托查茨

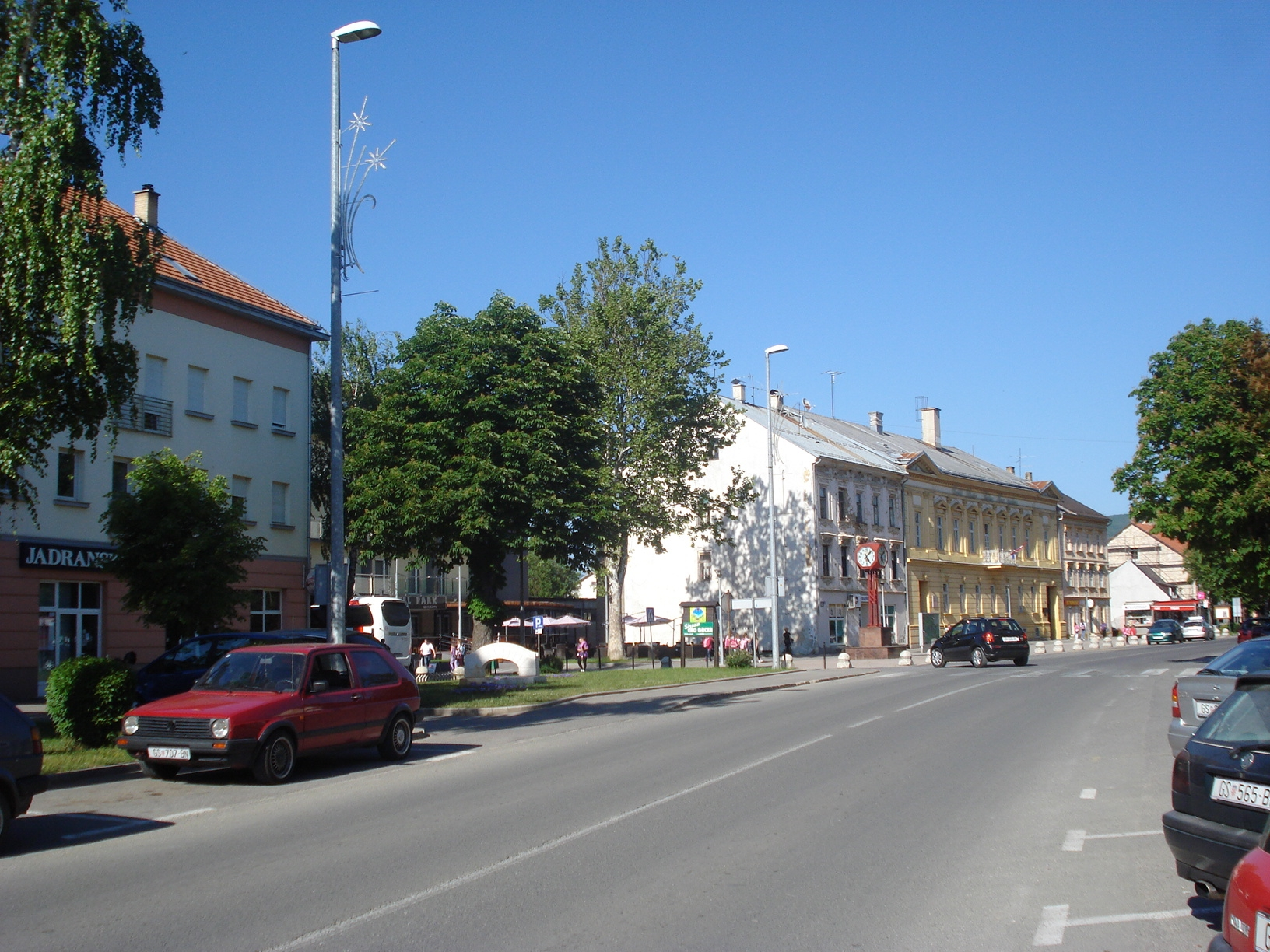

奧托查茨是克羅地亞的城鎮，位於該國西部，由利卡-塞尼縣負責管轄，面積565.3平方公里，海拔高度459米，該地區自舊石器時代有人類居住，2001年人口10,411。

## 外部連結
- official site （页面存档备份，存于）

44°52′N 15°14′E / 44.867°N 15.233°E